# Carlos Torres (wielrenner)
Carlos Alberto Torres Villarreal (10 januari 1993) is een Venezolaans wielrenner.

## Carrière
In 2016 werd Torres, achter Gusneiver Gil, tweede op het nationale kampioenschap op de weg. Een seizoen later behaalde hij zijn eerste UCI-overwinning door de zesde etappe van de Ronde van Táchira op zijn naam te schrijven. In oktober begon hij de Ronde van Venezuela met een derde plaats in de openingsetappe. In de achtste etappe werd hij wederom derde, waarna hij de leiderstrui overnam van Jonathan Monsalve. In de overige twee etappes wist Torres zijn leidende positie met succes te verdedigen, waardoor hij Monsalve opvolgde op de erelijst.
In oktober 2023 won Torres de eerste editie van de Trans-Himalaya Cycling Race.

## Overwinningen
2017
6e etappe Ronde van Táchira
Eindklassement Ronde van Venezuela
2023
1e etappe Trans-Himalaya Cycling Race
Eindklassement Trans-Himalaya Cycling Race

## Ploegen
- 2018 –  China Continental Team of Gansu Bank (vanaf 3 juli)